# Daca (Bihar)
Daca o Dakha (en hindi: ढाका ) es una ciudad de la India, en el distrito de Purba Champaran, estado de Bihar.

## Geografía
Se encuentra a una altitud de 72 m s. n. m. a 162 km de la capital estatal, Patna, en la zona horaria UTC +5:30.

## Demografía
Según estimación 2011 contaba con una población de 39 481 habitantes.